# Bastian Buus

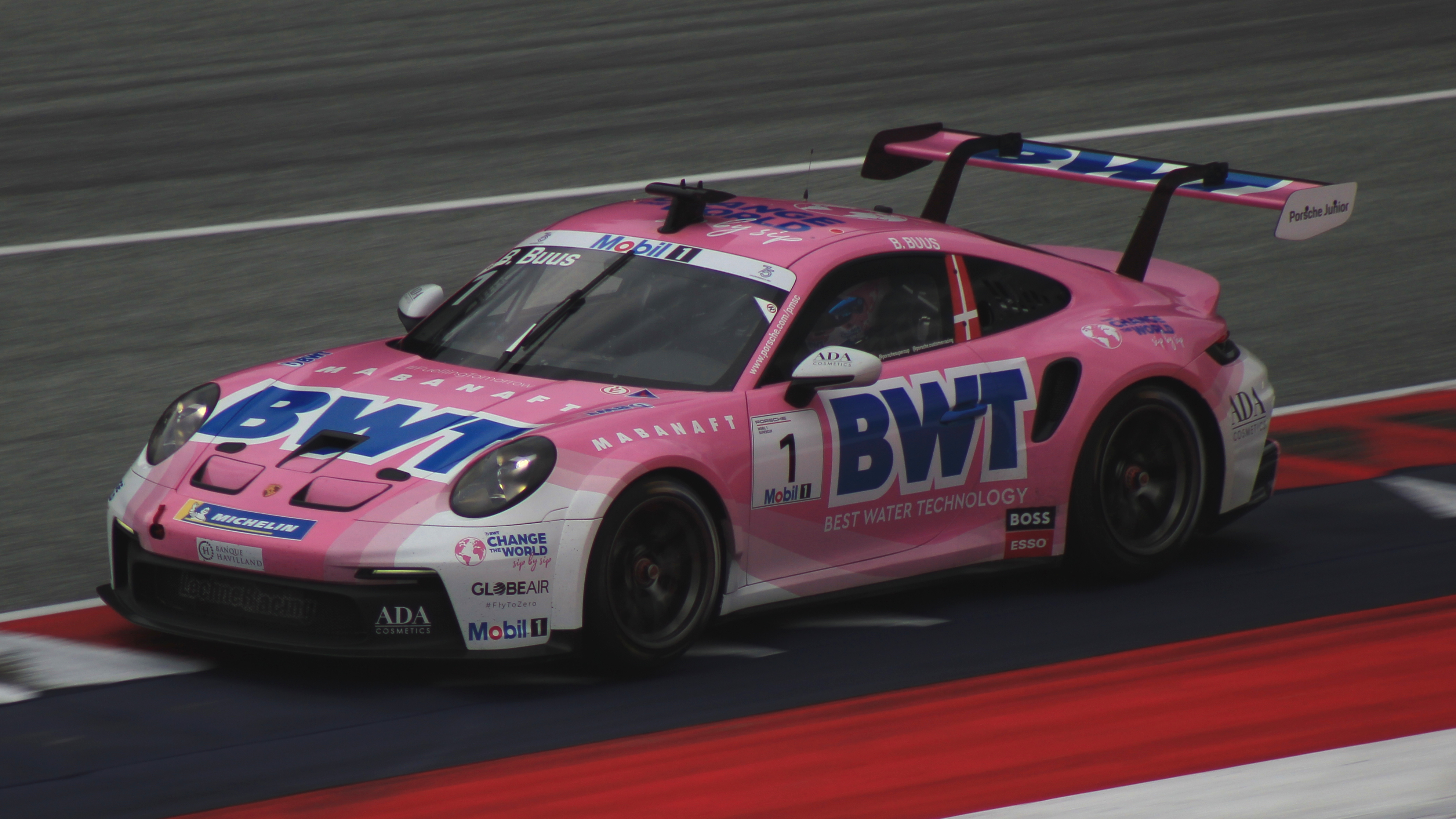
Buus på Red Bull Ring 2023.

Bastian Buus, född den 19 juni 2003 i Kolding är en dansk racerförare. Han är medlem i Porsche Junioren.